# Pauillac
Pauillac település Franciaországban, Gironde megyében. Lakosainak száma 5165 fő (2022. január 1.). Pauillac Saint-Estèphe, Cissac-Médoc, Saint-Sauveur, Saint-Julien-Beychevelle, Saint-Androny, Saint-Laurent-Médoc és Braud-et-Saint-Louis községekkel határos.

## Népesség
A település népességének változása:
| Lakosok száma | 5640 | 6145 | 5670 | 5291 | 4986 | 4861 | 4841 | 4997 | 5084 | 5165 |
|               | 1968 | 1982 | 1990 | 2006 | 2013 | 2015 | 2017 | 2019 | 2020 | 2022 |